# Cœur de métisse
Pour plus de détails, voir Fiche technique et Distribution.
Cœur de métisse (Map of the Human Heart) est un film australo-franco-canado-britannique réalisé par Vincent Ward et sorti en 1992.

## Synopsis
Des ingénieurs réalisant la cartographie d'une région arctique rencontrent un vieil Inuit qui leur raconte sa vie

## Fiche technique
Sauf indication contraire, les informations mentionnées dans cette section peuvent être confirmées par la base de données cinématographiques IMDb,  présente dans la section « Liens externes ».
- Titre original : Map of the Human Heart
- Titre français : Cœur de métisse
- Réalisation : Vincent Ward
- Scénario : Vincent Ward et Louis Nowra
- Musique : Gabriel Yared
- Photographie : Eduardo Serra
- Costumes : Renée April
- Production : Linda Beath, Tim Bevan, Graham Bradstreet, Redmond Morris, Sylvaine Sainderichin, Paul Saltzman, Vincent Ward, Bob Weinstein, Harvey Weinstein et Timothy White
- Pays de production :  Australie,  Royaume-Uni,  Canada et  France
- Format : Couleurs - 2,35:1 - Dolby
- Genre : drame
- Date de sortie : 1992

## Distribution
- Jason Scott Lee : Avik
- Robert Joamie : Avik jeune
- Anne Parillaud : Albertine
- Annie Galipeau : Albertine, jeune
- Patrick Bergin : Walter Russell
- Clotilde Courau : Rainee
- John Cusack : The Mapmaker
- Jeanne Moreau : Sœur Banville
- Ben Mendelsohn : Farmboy
- Jerry Snell : Boleslaw
- Matt Holland : l'aviateur
- Monique Spaziani : Beatrice
- Harry Hill : Dr X-Ray
- Dennis St John : le ministre moravien (non crédité)